# Алекс Перейра
Олександро Перейра (нар. 7 липня 1987, Сан-Бернарду-ду-Кампу) — бразильський професійний боєць змішаних єдиноборств і колишній кікбоксер. Колишній чемпіон UFC у середній вазі та чинний чемпіон UFC у напівважкій вазі.
У кікбоксингу — колишній чемпіон Glory в середній і напівважкій вазі. Також брав участь у промоушенах It's Showtime та SUPERKOMBAT Fighting Championship. Займає 2 рядок офіційного рейтингу UFC серед найкращих бійців незалежно від вагової категорії (англ. pound-for-pound).

## Біографія
Алекс Перейра народився 7 липня 1987 року в бідній бразильській родині. Він коріння сягає індіанського племені патаксо. Життя в бразильських нетрях, відомих також як фавели, швидко привело хлопчика до того, щоб він у 12 років кинув школу і влаштувався на роботу в магазин шин. Там під впливом оточення Перейра почав пиячити, ставши молодим алкоголіком. Щоб кинути згубну звичку, Алекс почав займатися кікбоксингом.

## Кар'єра у кікбоксингу
Пізніше Перейра був позбавлений титулу в середній вазі.
Під час трансляції Glory 15: Istanbul було оголошено, що Перейра братиме участь у турнірі Glory 17: Los Angeles — Last Man Standing у середній вазі в Інглвуді, Каліфорнія, США, 21 червня 2014 року. Він програв майбутньому чемпіону Артему Левіну рішенням суддів у 1/4 фіналу та вибув із турніру.
Перейра мав провести реванш за вакантний пояс титулу WGP у середній вазі із Сезаром Алмейдою під час WGP Kickboxing 25. Він переміг рішенням суддів. Захистив титул WGP KB нокаутом у 2 раунді Maycon Silva на WGP KB 40.
У наступних п'яти боях Перейра програв лише Артуру Кишенку. Під час цієї серії Перейра двічі переміг майбутнього чемпіона UFC у середній вазі Ісраеля Адесанью: один раз одноголосним рішенням суддів та один — нокаутом зустрічним лівим хуком.
Перейра виборов титул Glory у середній вазі, коли переміг Саймона Маркуса на Glory 46: China одноголосним рішенням суддів.

### Glory Light Heavyweight Championship
Перейра зустрівся з Юсрі Белгаруї на турнірах Glory 40 та Glory 49 Superfight Series, а потім у 2018 році в Нью-Йорку на Glory 55 у матчі за титул чемпіона в середній вазі. Тоді він нокаутував Белгаруї на 2:29 хв. першого раунду. Для Перейри це була 28 перемога в кар'єрі та шоста на Glory.
У листопаді 2018 року Перейра заявив, що продовжить кар'єру в ММА після закінчення контракту із Glory у квітні 2019 року. Алекс Перейра все ж таки повторно підписав контракт із Glory з можливістю битися також у змішаних єдиноборствах.
Успішно захистивши 4 рази титул Glory у середній вазі (проти Юсрі Белгаруї, Саймона Маркуса та Джейсона Вілніса), Перейра піднявся для бою з Донегі Абеною за тимчасовий титул Glory у напівважкій вазі на Glory 68. Алекс Перейра виграв бій нокаутом у третьому раунді та став першим дворазовим чемпіоном в історії Glory.
Після перемоги у чемпіонаті у напівважкій вазі Алекс Перейра вирішив захистити титул у середній вазі проти Ертугрула Байрака на Glory Collision 2 21 грудня 2019 р. Цей бій він виграв нокаутом наприкінці першого раунду.
Перейра мав кинути виклик Артему Вахітову за титул Glory у напівважкій вазі на Glory 77. Тоді він виграв бій спірним роздільним рішенням суддів і став першим бійцем в історії GLORY, який утримав одночасно два пояси.
Перейра провів матч-реванш із Артемом Вахітовим на Glory 78: Rotterdam у першому захисті титулу. Тоді Алекс програв рішенням більшості суддів. Він був віднятий на одне очко в 4-му раунді через повторний клінч. Багато хто розцінив як спірне рішення.

## Кар'єра у змішаних єдиноборствах
8 березня 2014 року Алекс Перейра виступив на турнірі Glory 14: Zagreb — Contender Tournament у середній вазі в Загребі, Хорватія, перемігши Дастіна Джейкобі нокаутом у першому раунді в півфіналі і Саака Парпаряна рішенням більшості суддів у фіналі.
Перейра дебютував у професійних змішаних єдиноборствах у 2015 році, програвши бій сабмішеном. Згодом здобув дві перемоги поспіль і оголосив, що підписав контракт на бій з Дієго Енріке да Сілва у бразильському випуску серії Contender Series Дани Уайта 10 серпня 2018 р. Але бій не відбувся, бо Glory не дозволив Перейрі брати участь у змаганнях.
22 жовтня 2020 року з'явилися новини, що Перейра підписав контракт із Legacy Fighting Alliance, а 20 листопада 2020 р. він дебютував у промоції проти Томаса Пауелла. Виграв бій у першому раунді, нокаутувавши суперника.

### Ultimate Fighting Championship
3 вересня 2021 року Алекс Перейра підписав контракт з UFC.
12 березня 2022 р. Перейра на турнірі UFC Fight Night: Сантус vs. Анкалаєв зустрівся в бою з Бруну Сілвою. Алекс виграв бій одностайним рішенням суддів (30–27, 30–27, 30–27).
13 листопада 2022 р. в головному бою UFC 281 Перейра отримав титульний шанс проти чемпіона Ісраеля Адесаньї. Бразилець виграв бій технічним нокаутом у п'ятому раунді і втретє у чотирьох боях в UFC отримав бонус за «Виступ вечора».
8 квітня 2023 року на UFC 287 в Маямі Алекс Перейра мав матч-реванш проти Ісраеля Адесаньї, але був відправлений у нокаут у другому раунді.
11 листопада 2023 р. на UFC 295 Алекс Перейра у головному бою вечора нокаутував Іржі Прохазку у другому раунді та став чемпіоном у напівважкій вазі.
13 квітня 2024 р. в головній події ювілейного UFC 300 Перейра зустрівся з колишнім чемпіоном UFC у напівважкій вазі Джамаалом Хіллом. На четвертій хвилині першого раунду Алекс Перейра відправив Джамаала до нокдауну і добив ударами на землі, чим захистив титул чемпіона.
29 червня 2024 р. на турнірі UFC 303 Перейра знову зустрівся з Іржі Прохазкою та здобув перемогу у другому раунді технічним нокаутом, чим захистив титул чемпіона у напівважкій вазі. Спочатку головною подією турніру мав стати бій між Конором Макгрегором і Майклом Чендлером, але його скасували через травму ірландця. Очолити UFC 303 на короткому повідомленні погодилися Перейра та Прохазка.

## Титули та досягнення
- Ultimate Fighting Championship
  - Власник премії «Виступ вечора» (п'ять разів) проти Андреаса Михайлидиса, Шона Стрікленда, Ісраеля Адесаньї тв Їржі Прохазки (2)
  - Чемпіон UFC в середній вазі (один раз, колишній)
  - Чемпіон UFC у напівважкій вазі (один раз, чинний)
  - Два успішні захисти титулу проти Джамаала Хілла та Їржі Прохазки
  - Виборов 2 чемпіонських титули у двох дивізіонах в історії UFC менш ніж за 736 днів
  - Перший і єдиний боєць, що завойовував титул чемпіона UFC у середній і напівважкій вазі
  - Четвертий за відсотком вагомих ударів в історії UFC (62,8 %)
  - Одержав перемоги над п'ятьма колишніми чемпіонами UFC — Ісраелєм Адесаньєю, Шоном Стриклендом, Яном Блаховичем, Їржі Прохазкою (2) и Джамаалом Хиллом у перших 8 боях UFC
- Кікбоксинг Glory
  - Чемпіон у напівважкій вазі 2021 рік
  - Тимчасовий чемпіон у напівважкій вазі 2019 рік
  - Чемпіон у середній вазі (п'ять захистів) 2017 рік
  - Переможець турніру претендентів у середній вазі 2014 рік
- Кікбоксинг WGP
  - Чемпіон з кікбоксингу 2015 року в середній вазі
  - 2012 Чемпіонат WGP до 85 кг / 187 фунтів
- World Association of Kickboxing Organisations
  - Чемпіон WAKO Pro Panamerican K-1 до 85 кг / 187 фунтів 2013 рік
- World Association of Kickboxing Organisations
  - Срібна медаль 2013 р. на чемпіонаті світу WAKO в Гуаруже, Бразилія, К-1, до 91 кг
- Нагороди
  - Нокаут року на CombatPress.com 2019 проти Джейсона Уилниса

## Статистика у MMA
| Результат | Рекорд | Суперник                    | Спосіб                                | Турнір                               | Дата              | Раунд | Час  | Місце                    | Примітки                                                                          |
| --------- | ------ | --------------------------- | ------------------------------------- | ------------------------------------ | ----------------- | ----- | ---- | ------------------------ | --------------------------------------------------------------------------------- |
| Перемога  | 11-2   | Їржі Прохазка               | TKO (удар ногою в голову і добивання) | UFC 303                              | 29 червня 2024    | 2     | 0:13 | Лас-Вегас, Невада, США   | Захистив (2) титул чемпіона UFC у напівважкій вазі; «Виступ вечора» (5)           |
| Перемога  | 10-2   | Джамаал Хілл                | KO (удари)                            | UFC 300                              | 13 квітня 2024    | 1     | 3:14 | Лас-Вегас, Невада, США   | Захистив (1) титул чемпіона UFC у напівважкій вазі                                |
| Перемога  | 9-2    | Їржі Прохазка               | ТКО (удари)                           | UFC 295                              | 11 листопада 2023 | 2     | 4:08 | Нью-Йорк, США            | Завойовував вакантний титул чемпіона UFC у напівважкій вазі. «Виступ вечора» (4). |
| Перемога  | 8-2    | Ян Блахович                 | Роздільне рішення                     | UFC 291                              | 29 липня 2023     | 3     | 5:00 | Солт-Лейк-Сіті, Юта, США | Дебют у напівважкій вазі.                                                         |
| Поразка   | 7-2    | Ісраель Адесанья            | КО (удар)                             | UFC 287                              | 8 квітня 2023     | 2     | 4:21 | Маямі, Флорида, США      | Втратив титул чемпіона UFC у середній вазі.                                       |
| Перемога  | 7-1    | Ісраель Адесанья            | TKO (удари)                           | UFC 281                              | 12 листопада 2022 | 5     | 2:01 | Нью-Йорк, США            | Здобув титул чемпіона UFC у середній вазі. «Виступ вечора» (3).                   |
| Перемога  | 6-1    | Шон Стрикленд               | KO (лівий хук)                        | UFC 276                              | 2 липня 2022      | 1     | 2:36 | Лас-Вегас, Невада, США   | «Виступ вечора» (2).                                                              |
| Перемога  | 5-1    | Бруну Сілва                 | Одностайне рішення                    | UFC Fight Night: Сантус vs. Анкалаєв | 12 березня 2022   | 3     | 5:00 | Лас-Вегас, Невада, США   |                                                                                   |
| Перемога  | 4-1    | Андреас Михайлідіс          | TKO (летюче коліно і добивання)       | UFC 268                              | 6 листопада 2021  | 2     | 0:18 | Нью-Йорк, США            | «Виступ вечора» (1).                                                              |
| Перемога  | 3-1    | Томас Пауелл                | KO (лівий хук)                        | LFA 95                               | 20 листопада 2020 | 1     | 4:04 | Парк-Сіті, Канзас, США   |                                                                                   |
| Перемога  | 2-1    | Маркус Вінісіус да Сілвейра | TKO (удари)                           | Jungle Fight 87                      | 21 травня 2016    | 2     | 4:45 | Сан-Паулу, Бразилія      |                                                                                   |
| Победа    | 1-1    | Марсело Крус                | KO (удар)                             | Jungle Fight 85                      | 23 січня 2016     | 1     | 4:07 | Сан-Паулу, Бразилія      |                                                                                   |
| Поразка   | 0-1    | Кемюель Оттоні              | Здача (удушення ззаду)                | Jungle Fight 82                      | 24 жовтня 2015    | 3     | 2:52 | Сан-Паулу, Бразилія      | Дебют в MMA у середній вазі.                                                      |